# 710년

## 연호
- 당(唐) 경룡(景龍) 4년 / 당륭(唐隆) 원년 / 경운(景雲) 원년
- 일본(日本) 와도(和銅) 3년
- 발해(渤海) 천통(天統) 13년

## 기년
- 당(唐) 중종(中宗) 복위 6년 / 예종(睿宗) 복위 원년
- 신라(新羅) 성덕왕(聖德王) 9년
- 발해(渤海) 고왕(高王) 13년

## 사건
- 당나라, 중종 독살당함.

## 사망
- 당 중종